# Antwerp Port Epic 2024 (mannen)
De zevende editie van de wielerwedstrijd Antwerp Port Epic vond plaats op 19 mei 2024. De wedstrijd, die deels over onverharde wegen wordt verreden, startte en finishte in Antwerpen en was 177,9 kilometer lang. De wedstrijd maakte deel uit van de UCI Europe Tour, met de categorie 1.1, en de Lotto Cycling Cup. De Noor Alexander Kristoff won de sprint van een uitgedund peloton.

## Uitslag
| Plaats  | Naam               | Ploeg                     | Tijd     |
| ------- | ------------------ | ------------------------- | -------- |
| Winnaar | Alexander Kristoff | Uno-X Mobility            | 4u01'45" |
| 2       | Emilien Jeannière  | TotalEnergies             | z.t.     |
| 3       | Oded Kogut         | Israel Premier Tech Acad. | z.t.     |
| 4       | Arnaud De Lie      | Lotto Dstny               | z.t.     |
| 5       | Per Strand Hagenes | Visma \| Lease a Bike     | z.t.     |
| 6       | Sandy Dujardin     | TotalEnergies             | z.t.     |
| 7       | Francisco Galván   | Kern Pharma               | z.t.     |
| 8       | Lander Loockx      | TDT-Unibet                | z.t.     |
| 9       | Biniam Girmay      | Intermarché-Wanty         | z.t.     |
| 10      | Florian Sénéchal   | Arkéa-B&B Hotels          | z.t.     |
| 11      | Pau Miquel         | Kern Pharma               | z.t.     |
| 12      | Floris Van Tricht  | Israel Premier Tech Acad. | z.t.     |
| 13      | Pim Ronhaar        | Baloise Trek Lions        | z.t.     |
| 14      | Ward Vanhoof       | Flanders-Baloise          | z.t.     |
| 15      | Joel Nicolau       | Caja Rural-Seguros RGA    | z.t.     |
| 16      | Kenneth Van Rooy   | Bingoal WB                | z.t.     |
| 17      | Mauro Verwilt      | Tarteletto-Isorex         | z.t.     |
| 18      | Jules Hesters      | Flanders-Baloise          | z.t.     |
| 19      | Mads Andersen      | Airtox-Carl Ras           | z.t.     |
| 20      | Toon Aerts         | Deschacht-Hens-Maes       | z.t.     |

Mannen
2018 · 2019 · 2020 · 2021 · 2022 · 2023 · 2024 · 2025
Vrouwen
2023 · 2024 · 2025